# 92i
Vous pouvez aider à l'améliorer ou bien discuter des problèmes sur sa page de discussion.
- Il ne cite pas suffisamment ses sources. Vous pouvez indiquer les passages à sourcer avec {{référence nécessaire}} ou {{Référence souhaitée}}, et inclure les références utiles en les liant aux notes de bas de page. (Marqué depuis mars 2023)
- Il ne s’appuie pas, ou pas assez, sur des sources secondaires ou tertiaires. (Marqué depuis mars 2023)
- Il doit être débarrassé d’une partie de son jargon. Sa qualité peut être largement améliorée en utilisant un vocabulaire directement compréhensible par le plus grand nombre. (Marqué depuis mars 2023)
- Son texte doit être wikifié : il ne correspond pas à la mise en forme Wikipédia (style, typographie, liens internes, liens entre les wikis, etc.). (Marqué depuis mars 2023)
- Il n’est pas rédigé dans un style encyclopédique. (Marqué depuis mars 2023)

- Archive Wikiwix
- Bing
- Cairn
- DuckDuckGo
- E. Universalis
- Gallica
- Google
- G. Books
- G. News
- G. Scholar
- Persée
- Qwant
- (zh) Baidu
- (ru) Yandex
- (wd) trouver des œuvres sur Wikidata

92i, pour 92 Injection, aussi connu comme le 92izi, désigne à la fois un collectif de rappeurs et un label de hip-hop français. Regroupant initialement des rappeurs originaires des Hauts-de-Seine, il se compose de Booba, Usky, Elia, KRN, Sicario, Roni0Block, Gato, Keman, Chaax, Max et DJ Medi Med.

## Biographie

### Débuts
Le collectif 92i est fondé en 1999 autour de trois groupes de Boulogne-Billancourt : La Malekal Morte, réunissant Bram's, Mala et Issaka, Lunatic, groupe de Booba et d'Ali, et H2B, un groupe moins connu car ayant rapidement quitté le collectif. Ces artistes ont tous été auparavant membres du Beat 2 Boul, mais il existe des collaborations plus anciennes entre certains d'entre eux, telles que L’Ère des MCs Sans Maille regroupant Ali, la Malekal et H2B en 1998. On peut considérer que le premier vrai morceau du collectif est le morceau de Mala C'Est Une Tuerie, réunissant H2B, Mo'vez Lang et TNT sur la cassette La Tuerie d'Iron Sy. C'est la première fois que le nom du collectif apparaît sur un morceau officiel, Mala scandant plusieurs fois « 92i bébé » à la fin du son.

### Années 45 Scientific
Alors en prison, Booba ne participe pas à ses premiers morceaux. À sa libération quelques mois plus tard, lui, Ali, Jean-Pierre Seck et Geraldo lancent le label 45 Scientific afin de produire le premier album de Lunatic. Attendu depuis des années grâces à des morceaux comme Le Crime Paie ou Les Vrais Savent qui avaient installé leurs noms dans le paysage du rap français, Civilisé, le premier maxi, est un succès. L'album Mauvais Œil sort le 25 octobre 2000. Aujourd'hui considéré comme un classique, l'album contient deux collaborations avec d'autres membres du 92i : le morceau éponyme, 92i, avec la Malekal Morte et L'Effort de Paix avec Sir Doum's qui a rejoint le collectif entre-temps. Véritable raz-de-marée, l'album finit disque d'or en indépendant.
Fort de ce succès 45 Scientific produit une compile du même nom mettant en avant les artistes du 92i ainsi que ceux qu'ils comptaient produire. Sir Doum's présente le morceau Du Mal à Contrôler Mes Pulsions, la Malekal Morte le morceau Stargate, qui sortira également en maxi, et Booba le premier extrait de son futur album solo : Repose en Paix. LIM, qui tourne alors avec Lunatic, est également présent avec le morceau Tous Illicites. Bien qu'il n'ait jamais été un membre du collectif à proprement parler, il en est très proche à cette époque-là. Parallèlement à cette compilation, deux autres morceaux marquent les esprits : Homme de l'Ombre de Mala et De Larmes et de Sang de Dicidens, deux featurings avec Lunatic. 
Le 22 janvier 2002 sort Temps Mort, le premier album solo de Booba. Mala est présent sur Nouvelle École, la Malekal Morte au complet et Sir Doum's le sont sur 100-8-Zoo, Nessbeal que B2O a convaincu de se lancer en solo et de rejoindre le 92i à la suite du succès de De Larmes et de Sang est présent sur le morceau Sans Ratures, LIM pose sur Animals tandis qu'Ali est lui sur le morceau Strass et Pailettes. Le succès est encore plus important que pour Mauvais Œil mais il marquera également la fin d'une époque. Booba et 45 Scientific sont en conflit, pour des raisons différentes selon les deux parties, et la séparation a finalement eu lieu en 2003. Cette séparation marque également la fin du groupe Lunatic.

### Années Tallac Records
À la suite de son départ, les autres membres du collectif le suivent. Seul Ali reste chez 45 Scientific. En septembre 2003, le magazine Groove titre « 92i : Révélations ! ». Booba, la Malekal Morte, Sir Doum's et Nessbeal sont en couverture. À l'intérieur, Booba s'explique entre autres sur les raisons de la séparation. Pas freinés par celle-ci, Nessbeal et Booba se retrouvent sur la bande originale de Taxi 3 avec le morceau Les Rues De Ma Vie pendant que Mala autoproduit sa mixtape Ma Zone comportant notamment des apparitions des autres membres du 92i, d'LIM qui de son côté a lancé son propre label et du jeune Djé, proche de Sir Doum's, sur le morceau Mali-Haine. 
En 2004, Booba signe chez Barclay, lance son label Tallac Records et sort son second album Panthéon. Porté par le single No 10, le succès monte encore. Nessbeal est présent en featuring sur Baby, le second extrait de l'album. Mala, Issaka, Sir Doum's et Bram's sont également présents sur l'album. Devenu fer de lance du collectif, il est alors prévu que Booba produise les albums des autres membres. Quelques années plus tard, Nessbeal révèlera en interview qu'il était prévu que son album sorte chez Tallac puisqu'il soit suivi par un album 92i, un album de Mala, de Doum's et des autres. En 2005, Booba sort Autopsie Vol. 1, une mixtape sur laquelle figure des inédits d'Ne2s (Rap 2 Paria) et de la Malekal Morte (Étalons Noirs) laissant penser que des projets étaient bien en préparation. C'est à cette période-là que Sir Doum's décide de partir de son côté. Il sortira son street-album L'Alien un an plus tard dans lequel on peut retrouver des morceaux avec Mala et Issaka enregistrés à une époque où il était encore dans le collectif. Nessbeal s'éloignera à son tour en signant chez Nouvelle Donne Music. 
Réduit à Booba et à la Malekal Morte, qui connaîtra en plus l'éloignement d'Issaka, le 92i ressemble plus à une garde rapprochée qu'à un vrai collectif au moment de la sortie d'Ouest Side. Alors que le succès de Booba atteint son zénith, il est de plus en plus vu comme un artiste solo, voire solitaire. En 2007 cependant, pour la sortie d'Autopsie Vol. 2, il présente au public français Djé, qui gravitait déjà autour du collectif depuis 4 ans et qui a droit à deux morceaux dans la mixtape : Monnaie Dans l'Crâne en solo et Quoi qu'il Arrive avec Booba, et Naadei, une chanteuse canadienne qu'il compte produire. Nouveaux membres du collectif ou simples artistes gravitant autour de Booba, Mala chante en tout cas qu'ils sont 92i dans Tu M'Connais Pas, morceau annonçant son premier album solo Himalaya.
Le premier album de Mala sort finalement le 28 mai 2009. Himalaya est bien reçu par les critiques et sa diversité musicale est soulignée mais commercialement, les résultats sont décevants. Une sortie peu claire liée à des problèmes de distributeurs et à un contexte défavorable. En effet en 2008, Booba avait suscité la polémique sur la scène d'Urban Peace et son album 0.9 avait beaucoup moins marché malgré un disque d'or en fin d'exploitation. Le rebond sera rapide grâce à Autopsie Vol. 3, mixtape contenant notamment On Contrôle La Zone avec Mala, Bram's et Djé, puis avec l'album Lunatic en 2010 mais Himalaya est bel et bien sorti au moment où la cote de popularité de B2O (Booba), et donc du 92i par extension, était au plus bas.
Lunatic est donc un succès. Numéro 1 au Top Albums à sa sortie, disque de platine finalement, le 92i semble de retour au sommet. La promotion de ce disque sera cependant marquée par une tragédie. On apprend en effet, le 22 mai 2011, que Bram's est mort après s'être jeté dans le vide. Profondément marqué, Booba lui dédiera plusieurs morceaux par la suite. Le clip de Comme Une Étoile est réalisé à sa mémoire. 
Un an plus tard sort Autopsie 4. Le rappeur haïtien Gato Da Bato, devenu un proche depuis l’aménagement de Booba à Miami et avec qui il a collaboré dès 2009 avec le morceau Nu Lajan, a deux morceaux sur la mixtape. Mala a Ennemi et Djé Life avec le chanteur américain JC of Finest. A4 est également l'occasion pour Booba de présenter Shay, une jeune rappeuse belge, et Kaaris, un rappeur qu'il a décidé de mettre en avant mais qui sera produit par Therapy.
2012 puis 2013 sont marqués par les clashs, d'abord avec Rohff puis avec La Fouine. Booba sortira AC Milan et TLT, Mala Première Sommation après avoir été cité dans un son du camp d'en face. À côté de ça Futur est un énorme succès, vendu à 51 000 exemplaires en première semaine et finissant double disque de platine après la réédition l'année suivante. Kaaris explose grâce à l'enchainement Kalash / Zoo et lorsque Or Noir sort, Booba obtient aussi sa part de lumière, en ayant mis en avant Kaaris et en l'ayant conseillé sur le plan artistique tout au long de la construction du projet. L'aventure entre les deux se termine mal mais Booba venait de prouver qu'il pouvait aussi, être un bon directeur artistique. 
En 2014 c'est Mala qui décide qu'après 15 ans passés dans l'ombre de Booba qu'il était temps de lancer son propre label : Olympik Gangster. Embarquant Djé avec lui, c'est ce dernier qui sortira sa mixtape Traffic en premier. Booba partage les premiers sons, notamment OGHN avec Mala, mais l'éloignement se fait naturellement par la suite. Si aucune nouvelle collaboration n'a vu le jour depuis, les deux ont assuré qu'il n'y avait aucun problème entre eux et Mala continue à se revendiquer 92i, encore aujourd'hui.

### Label 92i Records
La même année, après les succès de Futur et d'Or Noir, Booba et Capitol Records s'associent pour le lancement du label 92i Records.
Début 2015 le label signe Shay, qui avait fait son chemin seule depuis Cruella en 2011, puis le groupe 40000 Gang un mois plus tard. Ces derniers apparaissent sur le morceau Les Meilleurs de D.U.C, le 7e album de Booba qu'ils avaient déjà invité sur le morceau Vrai quelques semaines avant. Leur mixtape Anarchie, portée par le single Sosa, reçoit des avis mitigés et ne marche pas bien commercialement. Le groupe se sépare finalement en octobre alors que Benash est mis en avant sur le single Validée de Booba. Seuls lui et Darki restent proches du 92i.
Pour la première fois de sa carrière, Booba sort un deuxième album lors d'une même année. Nero Nemesis arrive en effet le 4 décembre 2015 et met en avant les nouvelles signatures de son label. Siboy partage le morceau Zer avec Benash pendant que Damso partage Pinocchio avec Gato.
En 2016, c'est Damso qui ouvre le bal en sortant Débrouillard, Bruxelles Vie et Paris C'Est Loin pour annoncer son projet Batterie faible. Succès aussi bien critique que commercial l'album est certifié disque d'or puis disque de platine. 
Damso et Shay sortent leurs 1ers albums respectifs : Batterie faible et Jolie garce en juillet et décembre 2016. L'année 2017 est chargée pour le label : en mars sort la compilation Autopsie 0 de Booba et le premier album studio de Benash intitulé CDG ; le mois suivant, Damso sort son 2e album studio intitulé Ipséité, et au mois de juin sort le premier projet de Siboy Spécial. 
En 2017, Shay quitta le 92i.  
En 2018, Damso quitta le 92i à son tour.
En 2020, SDM, Bilton et Green Montana signent chez Booba.
En octobre 2022, le rappeur/chanteur parisien Usky rejoint à son tour le célèbre label du 92i, après avoir fondé la structure d'édition "Porte Dorée Publishing" avec Booba et Tallac records quelques mois auparavant.
Le 26 mai 2023, Usky sort son premier EP sur le label "RETINA" où l'on retrouve SDM et Booba en feat. Trois morceaux à cette même date sont clipés, Donatello, Retina puis 3.5.7. Deux mois après sa sortie, l'album comptabilise plus de 10 millions d'écoutes.
L'annonce étant officielle via le compte Instagram PRTclub, Bilton n'est plus un artiste 92i au 30 mai 2023 à la suite d'un désaccord entre l'artiste et le label.
Sicario sort son projet SILENCE en novembre 2023, où l'on retrouve les artistes Booba, Usky, KR et Ill-Yes. L'album est composé de 15 titres.
SAUDADE, le nouvel opus de Green Montana sort le 5 avril 2024. Il est composé de 18 titres sur lequel on y retrouve SDM, Théodore, Josman, Tiakola et Isha. Par la suite, il quitte le label à l'issue de ces 4 projets.
Début Janvier 2025, le 92i est composé des rappeurs Sicario, Keman, Roni0block, Chaax et des chanteurs Usky, Elia et Krn.

### Label 7 Corp
En 2018, Booba crée un nouveau label sous Capitol France appelé 7 Corp, en hommage à son meilleur ami et confrère du 92i : Bram's.
Dans ce label il signe les artistes Bramsito, Dixon, Nadjee, Lestin et KRN.
Nadjee quitte le label en fin d'année 2020, après quelques singles uniquement.
Bramsito sort trois albums : Prémices en mai 2019, Losa en juillet 2020, Substance en mai 2021 ; il quitte le label en avril 2022 à l'issue de ce dernier.
KRN, Dixon et Lestin enchaînent quant à eux, les singles et clips. Parmi les titres à succès, on trouve En vue de Dixon, Les Anges de KRN ou encore Minuit de Lestin. 
Sur une prod de Dany Synthé, KRN nous livre le très beau titre Rêver. 
À mi-novembre 2022, Lestin quitte le label 7Corp. À cette date, Dixon et Krn sont donc les 2 artistes du label.  
Dixon, l'une des premières signatures du label est particulièrement absent des réseaux et il semblerait également, sans que l'annonce soit officielle, qu'il ne fasse plus partie du label.  
KRN sera donc la deuxième artiste du label à sortir un projet, EQUINOXE, où l'on retrouvera le rappeur Bilton du 92i. Quelques semaines après, SOLSTICE sort où l'on retrouve le feat avec Kopp sur DANSER, qui sera clipé. Par ailleurs, 7 Corp et 92i fusionnent pour ne laisser place qu'au 92i.  

### Label Piraterie Music
Arrivée d'un nouveau label qui a pour vocation d’éviter aux artistes de se voir typer purement « 92 ».
Le nouveau label Piraterie Music signe ses premiers artistes :
- JSX, d'Aubervilliers du 93, très actif : Pompéii et Mona Lisa, morceaux certifiés et Ratp-Pi, Papel, Vida Loca, GTA et Anarchie.
- Dala, de Mantes la Jolie 78, qui lance sa série de Freestyle MLJHILLS, ainsi que les titres 1v1cible, Démons, 32, Serum ou encore LVCVV.
- Max, la nouvelle signature du label est officialisée en mars 2022, et sort son 1er single Antarctique le 22 avril.
Le premier album du label sera celui de Dala, MLJ Hills, sorti le 1er juillet 2022. On y retrouve les titres PRT en feat avec JSX et Kopp, ainsi que les singles Fin en feat également avec Kopp, et Booder. Booba sera également sur le titre Baby. L'album signe de très belles instru signées Da Over, Yaya On The Track ou encore Alik o Yako. Pour sa première semaine d'exploitation, l'album se vend à 1700 exemplaires et se place à la 48ème place du top album.
Le 9 août 2022, le label enregistre Feejoke qui devient la troisième femme à signer "chez" Booba après Elia sur le 92i et Krn sur 7Corp.
Une polémique éclate juste après le Stade de France de Booba, avec le rappeur Dala et sa bookeuse Hanan. Il a été accusé par cette dernière de coups et de violences. Elle poste des photos de ses blessures et reproche au label et directement à Booba de ne pas la soutenir dans cette épreuve.
Feejoke signe et rejoint donc le bateau Pirates et sort le single Lolita quelques semaines après. Elle sera la touche féminine du label.
Courant octobre 2022, Gato Da Bato annonce la sortie de son EP DIEGO SODA, le 3 novembre 2022 sous le label Piraterie Music. Ce sera donc le 2e album à sortir sous le label après MLJ Hills de DALA.
Le 3e album du label est signé JSX avec ANTEBELLUM, sorti en décembre 2023, où l'on retrouve les singles clipés Mapessa, B45 et Bokassa. L'album ne contient aucun invité mais on y retrouve des producteurs proches du label.
Courant janvier 2024, Feejoke via son compte Instagram, laisse entendre qu'elle ne fait plus partie du label. On constate en effet une longue période de silence sur les réseaux et un retrait des photos "de la piraterie" sur son profil. 
Début janvier 2025, la question de l'existence du label peut se poser! En effet, seuls JSX et Max7 sont sous contrat mais leur silence, et le peu de communication du Label et de Booba, peuvent laisser penser la fin leur collaboration. 
La fin du label est clairement "annoncée" officieusement via le dernier single de JSX en juin 2025, sortie sous une autre structure. Rien ne laisse entendre un désaccord ou clash car on voit JSX porter régulièrement du PRT et faire le signe de la piraterie. Concernant MAX7, aucune information ni communication depuis la série de freestyle sur son compte Instagram. 

### Label 92i Africa
En 2021, quelques mois après la sortie de son dernier album Ultra, Booba lance son cinquième label "92i Africa", qui vise à mettre en lumière des artistes originaires du continent africain, comme Didi'B, du groupe Kiff No Beat de Côte d'Ivoire et Dopeboy DMG du Sénégal.
Les deux artistes sortiront consécutivement leur projet, Didi B : History Mojotrone II, et DopeBoy DMG : Mental.
En 2023, quelques mois après le concert de Booba à Dakar au Sénégal, le label 92i Africa concrétise la signature de l'artiste JOLIE avec un clip vidéo.
En juillet 2023, l'album History Mojotrone II de Didi B est certifié Disque d'or en Afrique. Un véritable succès pour l'artiste ivoirien en sein du 92i. Le rappeur Didi B quitte le label à la suite d'un désaccord avec Booba au sujet de nombreux feat non « validés » tels que TayC ou Dadju.
Lors d'interview de Booba sur CKO, il dit clairement qu'il a du mal à développer ce projet et label en Afrique car n'étant pas sur place. Après la sortie d'un EP de Dopeboy DMG sous un autre label, on laisse à croire que la filiale africaine n'a plus d'activité.

## Membres

### Membres actuels
- Booba (depuis 1999; il est le seul membre fondateur qui est resté dans le collectif)
- Usky (depuis octobre 2022) / 92i
- Sicario (depuis 2021) / 92i
- KRN (depuis 2019) / 92i
- Chaax (depuis 2022) / 92i
- RoniOblock (depuis 2024) / 92i
- Keman (depuis 2025) / 92i

### Anciens membres
- Ali (1999-2003)
- Nessbeal (1999-2005)
- Sir Doum's (1999-2004)
- Issaka (1999-2006)
- Bram's (1999-2011)
- Mala (1999-2014)
- Djé (2009-2014)
- Alox (2014-2015)
- Elh Kmer (2014-2015)
- Vesti (2014-2015)
- Braki (2014-2015)
- Darki (2015-2017)
- Shay (2014-2017)
- Damso (2016-2018)
- Benash (2014-2020)
- Siboy (2015-2020)
- Nadjee (2019/2020)
- Bramsito (2018-2021)
- Lestin (2019-2022)
- Bilton (2019-2023)
- Dixon (2018-2023)
- Feejoke (2022-2024)
- Green Montana (2019-2024)
- SDM (2020 - 2024)
- DopeBoy DMG (2021-2024)
- Elia (2021-2025)
- JSX (2020-2025)
- Max7 (2022-2025)

## Discographie

### Albums studio
- 2000 : Mauvais Œil – Lunatic
- 2002 : Temps mort – Booba
- 2004 : Panthéon – Booba
- 2006 : Ouest Side – Booba
- 2008 : 0.9 – Booba
- 2009 : Himalaya – Mala
- 2010 : Lunatic – Booba
- 2012 : Futur – Booba
- 2015 : D.U.C – Booba
- 2015 : Nero Nemesis – Booba
- 2016 : Batterie Faible – Damso
- 2016 : Jolie Garce - Shay
- 2017 : CDG - Benash
- 2017 : Ipséité - Damso
- 2017 : Spécial - Siboy
- 2017 : Trône - Booba
- 2018 : Lithopédion - Damso
- 2019 : Prémices - Bramsito
- 2019 : NHB - Benash
- 2019 : Twapplife - Siboy
- 2020 : Losa - Bramsito
- 2020 : Alaska - Green Montana
- 2021 : ULTRA - Booba
- 2021 : OCHO - SDM
- 2021 : Substance - Bramsito
- 2021 : Melancholia 999 - Green Montana
- 2021 : OCÉAN - Elia
- 2022 : History Mojotrone II - Didi B
- 2022: Nostalgia + - Green Montana
- 2022: MLJ Hills - Dala
- 2022: Diego Soda - Gato Da Bato
- 2022: Liens du Sang - SDM
- 2023: Mental - Dopeboy DMG
- 2023: B.I.L - Bilton
- 2023: Équinoxe - KRN
- 2023: Solstice - KRN
- 2023: Rétina - USKY
- 2023: Silence - Sicario
- 2023: Antebellum - JSX
- 2024: AE- Booba
- 2024: Saudade - Green Montana
- 2024: Anhédonie - USKY
- 2024: Enigma - DopeBoy DMG
- 2024: P - Gato Da Bato
- 2024: KAIZEN - Chaax
- 2024: ALVALM - SDM
- 2024: Héroïne - Elia
- 2025: Noura - USK
- 2025: Béton Rouge - Chaax
- 2025: Echos - Sicario
- 2025: - Roni0block

### Mixtapes
- 2003 : Ma Zone – Mala
- 2005 : Autopsie Vol. 1 – Booba
- 2007 : Autopsie Vol. 2 – Booba
- 2009 : Autopsie Vol. 3 (Les inedits) – Booba
- 2009 : Autopsie Vol. 3 – Booba
- 2011 : Autopsie Vol. 4 – Booba
- 2015 : Anarchie – 40000 Gang
- 2017 : Autopsie 0 – Booba

### Rééditions
- 2001 : Mauvais Œil – Lunatic
- 2003 : Temps mort – Booba
- 2013 : Futur 2.0 – Booba
- 2021: Ocho de Luxe - SDM

### Maxis
- 1999 : Civilisé – Lunatic
- 2003 : La Faucheuse/Mort Subite – Booba & Malekal Morte